# Rhizomnium nudum
Rhizomnium nudum är en bladmossart som beskrevs av T. Koponen 1968. Rhizomnium nudum ingår i släktet rundmossor, och familjen Mniaceae. Inga underarter finns listade i Catalogue of Life.

## Bildgalleri

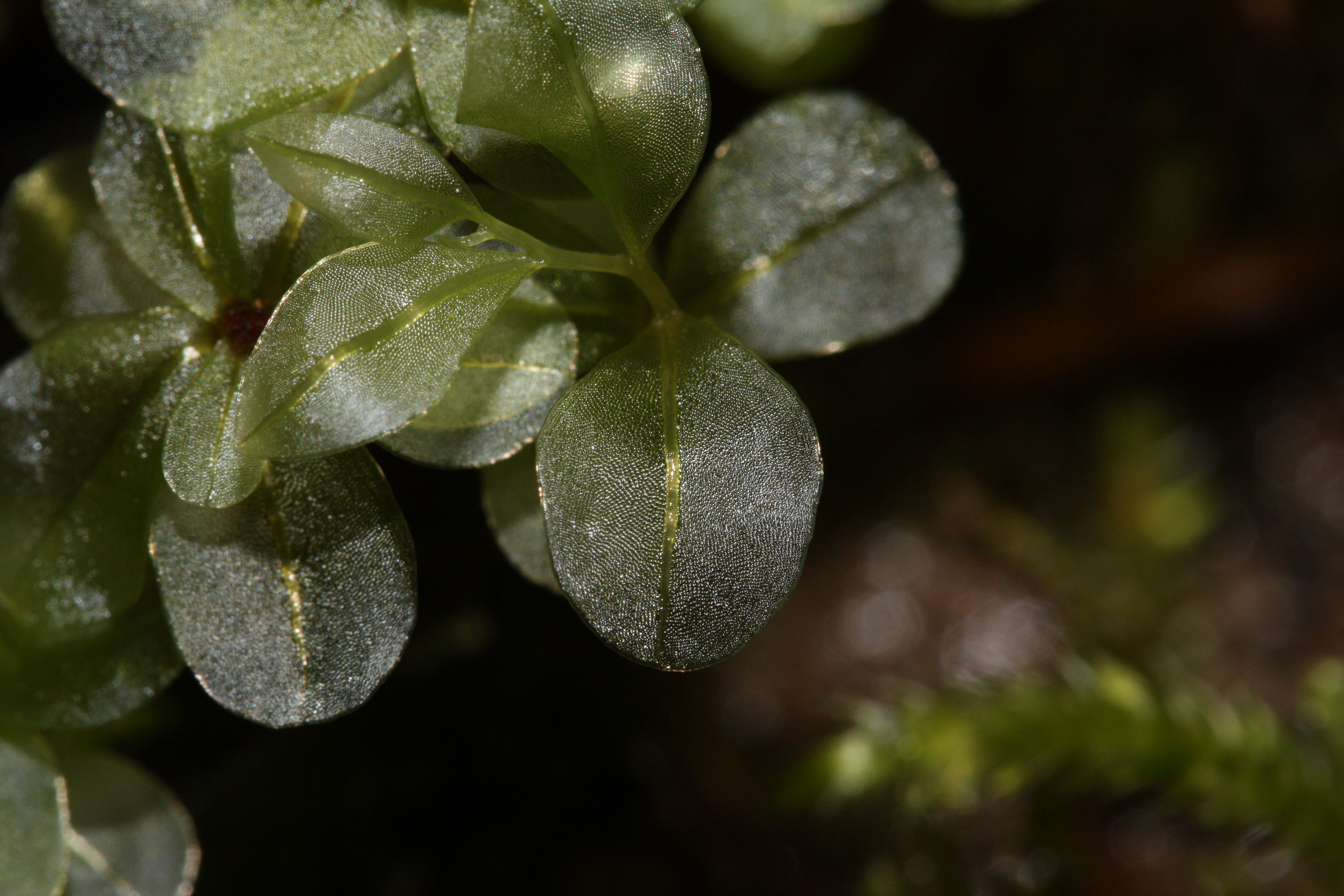
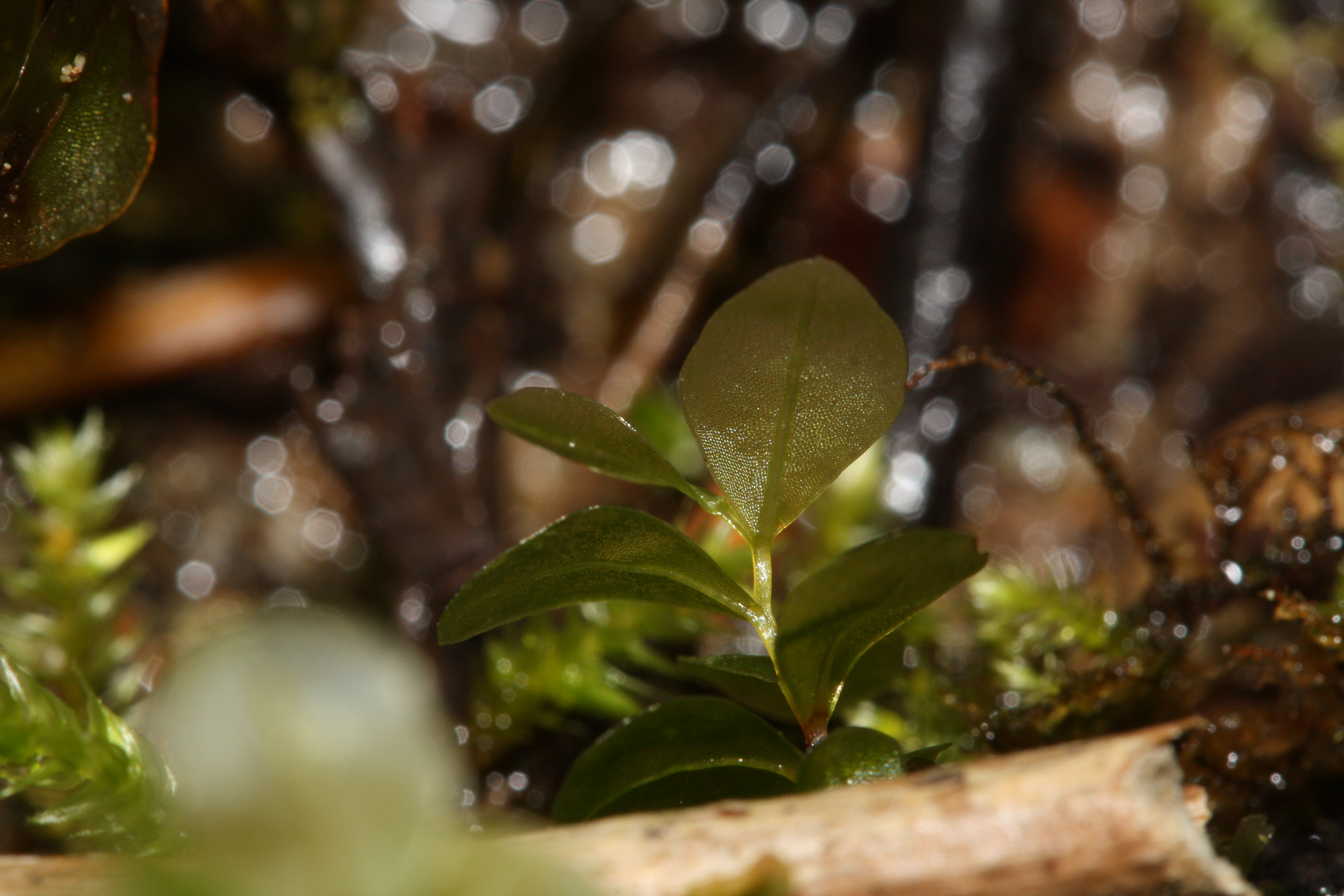